# اخلاق رایانه‌ای
اخلاق رایانه‌ای بخشی از فلسفه عملی است که به چگونگی تصمیم‌گیری متخصصان کامپیوتر در مورد رفتارهای حرفه‌ای و اجتماعی مربوط می‌شود. مارگارت آن پیرس، استاد گروه ریاضیات و کامپیوتر در دانشگاه جورجیا جنوبی، تصمیمات اخلاقی مربوط به فناوری و کاربرد رایانه را در سه اثر اصلی طبقه‌بندی کرده‌است:
1. کد خصوصی خود شخص
2. هر کد اخلاقی غیررسمی که در محل کار وجود داشته باشد.
3. قرار گرفتن در معرض کدهای اخلاقی رسمی.

## اساس
اصطلاح اخلاقیات رایانه‌ای نخستین بار توسط والتر مانر، استاد دانشگاه ایالتی بولینگ گرین، ابداع شد. مانر متوجه نگرانی‌های اخلاقی شد که در دوره اخلاق پزشکی وی در دانشگاه دومینیون اولد مطرح شد، وقتی که استفاده از فناوری و رایانه را شامل شد، پیچیده‌تر و دشوارتر شدند. مبانی مفهومی اخلاق کامپیوتری توسط اخلاق اطلاعات، شاخه‌ای از اخلاق فلسفی، که در میان دیگران توسط لوسیانو فلوریدی ترویج می‌شود، بررسی می‌شود.

## تاریخچه
مفهوم اخلاق رایانه‌ای در دهه ۱۹۴۰ با استاد MIT نوربرت وینر، ریاضیدان و فیلسوف آمریکایی شکل گرفت. در طول جنگ جهانی دوم، وینر و مهندسان همکارش هنگام کار بر روی توپ‌های ضدهوایی، یک سیستم ارتباطی بین بخشی از توپ که هواپیمای جنگی را ردیابی می‌کرد، بخشی که محاسبات را برای تخمین مسیر انجام می‌داد و بخشی که شلیک می‌کرد، ایجاد کردند. وینر علم چنین سیستم بازخورد اطلاعات را " سایبرنتیک "نامید، و او این رشته جدید را با مسائل اخلاقی مرتبط با آن در سال ۱۹۴۸ کتاب خود به نام سایبرنتیک مطرح کرده‌است. در سال ۱۹۵۰، کتاب دوم وینر، استفاده انسانی از انسان، به عمق مسائل اخلاقی پیرامون فناوری اطلاعات پرداخت و مبانی اساسی اخلاق رایانه را بنیان نهاد.
کمی بعد در همان سال، اولین جنایت رایانه‌ای در جهان انجام شد. یک برنامه‌نویس با استفاده از یک بیت از کد رایانه‌ای قادر به جلوگیری از پرچم‌گذاری حساب بانکی خود به عنوان اضافه مصرف نشده بود. با این حال، در آن زمان هیچ قانونی برای جلوگیری از او وضع نشده بود و در نتیجه اتهامی به او وارد نشد. برای اطمینان از اینکه شخص دیگری این کار را انجام نداده‌است، یک کد اخلاقی برای رایانه مورد نیاز بود.
در سال ۱۹۷۳، انجمن ماشین آلات رایانه (ACM) اولین کد اخلاقی خود را تصویب کرد. دون پارکر SRI International، نویسنده جرایم رایانه‌ای، کمیته توسعه‌دهنده کد را رهبری کرد.
در سال ۱۹۷۶، والتر مانر، معلم و محقق پزشکی متوجه شد که تصمیمات اخلاقی هنگام اضافه شدن رایانه بسیار دشوارتر است. او متوجه نیاز به شاخه ای دیگر از اخلاق در مورد کار با رایانه شد؛ بنابراین اصطلاح «اخلاق رایانه‌ای» ابداع شد.
در سال ۱۹۷۶ جوزف وایزن باوم دومین بارگذاری قابل توجه خود را در زمینه اخلاق رایانه انجام داد. وی کتابی با عنوان قدرت رایانه و دلیل انسانی منتشر کرد که در مورد چگونگی مفید بودن هوش مصنوعی برای جهان صحبت کرد. با این حال هرگز نباید اجازه داد که مهم‌ترین تصمیمات را بگیرد زیرا از خصوصیات انسانی مانند خرد برخوردار نیست. تا حد زیادی مهم‌ترین نکته‌ای که وی در کتاب بیان می‌کند، تمایز بین انتخاب و تصمیم‌گیری است. وی استدلال کرد که تصمیم‌گیری یک فعالیت محاسباتی است در حالی که انتخاب اینگونه نیست و بنابراین توانایی انتخاب چیزی است که باعث می‌شود ما، انسان نامیده شویم.
بعداً در همان سال Abbe Mowshowitz، استاد علوم کامپیوتر در کالج سیتی نیویورک، مقاله‌ای را با عنوان «دربارهٔ رویکردهای مطالعه مسائل اجتماعی در محاسبات» منتشر کرد. این مقاله سوگیری‌های فنی و غیرفنی را در تحقیقات مربوط به موضوعات اجتماعی موجود در محاسبات، شناسایی و مورد تجزیه و تحلیل قرار داد.
در طی سال ۱۹۷۸، قانون حق حریم خصوصی مالی توسط کنگره ایالات متحده تصویب شد و توانایی دولت در جستجوی سوابق بانکی را به شدت محدود کرد.
در طول سال آینده ترل وارد باینوم، استاد فلسفه در دانشگاه ایالتی کانتیکت و همچنین مدیر مرکز تحقیقات محاسبات و جامعه در آنجا، برنامه درسی را برای دوره دانشگاهی در زمینه اخلاق رایانه تدوین کرد. Bynum همچنین سردبیر مجله Metaphilosophy بود . در سال ۱۹۸۳ این مجله یک مسابقه مقاله با موضوع اخلاق رایانه برگزار کرد و مقالات برنده را در ویژه‌نامه پرفروش سال ۱۹۸۵ «کامپیوترها و اخلاق» منتشر کرد.
در سال ۱۹۸۴، کنگره آمریکا قانون امنیت و آموزش رایانه در مشاغل کوچک را تصویب کرد که در آن یک شورای مشورتی مدیریت مشاغل کوچک ایجاد شد تا امنیت رایانه مربوط به مشاغل کوچک را مورد توجه قرار دهد.
در سال ۱۹۸۵، جیمز مور، استاد فلسفه در کالج دارتموث در نیوهمشایر، مقاله‌ای را منتشر کرد به نام "اخلاق رایانه چیست؟" در این مقاله Moor بیان می‌کند که اصول اخلاقی رایانه شامل موارد زیر است: «(۱) شناسایی خلاهای مربوط به سیاست‌های رایانه‌ای، (۲) تبیین اختلافات مفهومی، (۳) تدوین سیاست‌های استفاده از فناوری رایانه و (۴) توجیه اخلاقی چنین سیاست‌هایی.»
در همان سال، دبورا جانسون، استاد اخلاق کاربردی و رئیس گروه علوم، فناوری و جامعه در دانشکده مهندسی و علوم کاربردی دانشگاه ویرجینیا، اولین کتاب مهم اخلاق رایانه را منتشر کرد. کتاب درسی جانسون بیش از ۱۰ سال پس از انتشار چاپ اول، موارد عمده‌ای را برای تحقیق در اخلاق رایانه شناسایی کرد.
در سال ۱۹۸۸، رابرت هاپتمن، کتابدار در دانشگاه سنت کلاود، با " اخلاق اطلاعات " روبرو شد، اصطلاحی که برای توصیف ذخیره‌سازی، تولید، دسترسی و انتشار اطلاعات استفاده می‌شد. تقریباً در همان زمان، قانون تطبیق رایانه و حریم خصوصی به تصویب رسید و این قانون برنامه‌های دولت ایالات متحده را که شناسایی بدهکاران بود محدود کرد.
در سال ۱۹۹۲، ACM مجموعه جدیدی از قوانین اخلاقی را به نام "کد اخلاقی و رفتار حرفه ای ACM" تصویب کرد که شامل ۲۴ اظهار مسئولیت شخصی بود.
سه سال بعد، در سال ۱۹۹۵، Krystyna Górniak-Kocikowska، استاد فلسفه دانشگاه ایالتی کانکتیکات جنوبی، هماهنگ‌کننده برنامه مطالعات مذهبی، و همچنین یک همکار ارشد تحقیق در مرکز تحقیقات محاسبات و جامعه، این ایده را ارائه داد که اخلاق رایانه‌ای سرانجام به یک سیستم اخلاقی جهانی تبدیل می‌شود و اندکی پس از آن، اخلاق رایانه‌ای کلاً جایگزین اخلاق می‌شود زیرا به اخلاقی استاندارد عصر اطلاعات تبدیل می‌شود.
در سال ۱۹۹۹، دبورا جانسون دیدگاه خود را که کاملاً مغایر با عقیده گورنیاک-کوچیکوفسکا بود، آشکار کرد و اظهار داشت که اخلاق رایانه‌ای پیشرفت نخواهد کرد بلکه اخلاق قدیمی ما با یک پیچ و تاب کوچک است.
پس از قرن بیستم، به عنوان یک نتیجه از بحث و تبادل نظر در مورد دستورالعمل‌های اخلاقی، بسیاری از سازمان‌ها مانند ABET اعتباربخشی اخلاقی را برای برنامه‌های دانشگاه یا کالج مانند «علوم کاربردی و طبیعی، محاسبات، مهندسی و فناوری مهندسی در مقاطع کاردانی، کارشناسی، و کارشناسی ارشد» برای تلاش و ترویج کارهای با کیفیت که از رهنمودهای حقوقی و اخلاقی صحیح پیروی می‌کنند.
در سال ۲۰۱۸ گاردین و نیویورک تایمز گزارش دادند که فیس بوک داده‌های ۸۷ میلیون کاربر فیس بوک را برای فروش به کمبریج آنالیتیکا گرفته‌است.
در سال ۲۰۱۹، فیس بوک صندوق احداث یک مرکز اخلاق در دانشگاه فنی مونیخ، واقع در آلمان را ایجاد کرد. این اولین بار بود که فیس بوک به یک مؤسسه دانشگاهی برای امور مربوط به اخلاق رایانه کمک مالی می‌کرد.

## نگرانی‌ها
جرایم رایانه‌ای، حریم خصوصی، گمنامی، آزادی و مالکیت معنوی تحت موضوعاتی قرار می‌گیرند که در آینده اخلاق رایانه ارائه خواهند شد.
ملاحظات اخلاقی با اینترنت اشیا ((اینترنت اشیا) و بسیاری از دستگاه‌های فیزیکی به اینترنت متصل شده‌اند.
ارزهای رمزپایه مجازی در رابطه با تعادل رابطه خرید فعلی بین خریدار و فروشنده.
فناوری خودمختاری مانند اتومبیل‌های خودران مجبور به تصمیم‌گیری انسان هستند. همچنین نگرانی در مورد چگونگی رفتار وسایل نقلیه خودمختار در کشورهای مختلف با ارزش‌های فرهنگی متفاوت وجود دارد.
خطرات امنیتی با فناوری مبتنی بر ابر با هر تعامل کاربر که به مراکز رایانه مرکزی ارسال و تحلیل می‌شود، شناسایی شده‌است. دستگاه‌های هوش مصنوعی مانند Amazon Alexa و Google Home در حال جمع‌آوری اطلاعات شخصی از کاربران در خانه و بارگذاری آن‌ها در فضای ابری هستند. دستیارهای تلفن هوشمند سیری اپل و مایکروسافت کورتانا در حال جمع‌آوری اطلاعات کاربر، تجزیه و تحلیل اطلاعات و سپس ارسال اطلاعات به کاربر هستند.

### حریم خصوصی اینترنت
رایانه‌ها و فناوری اطلاعات باعث نگرانی دربارهٔ حفظ حریم خصوصی در مورد جمع‌آوری و استفاده از داده‌های شخصی شده‌است. به عنوان مثال، از Google در سال ۲۰۱۸ به دلیل ردیابی مکان کاربر بدون اجازه شکایت شد.
یک صنعت کامل از حریم خصوصی و ابزارهای اخلاقی با گذشت زمان رشد کرده‌است، و به مردم این امکان را می‌دهد که داده‌های خود را به صورت آنلاین به اشتراک نگذارند. این‌ها اغلب یک نرم‌افزار منبع باز هستند، که به کاربران اجازه می‌دهد اطمینان حاصل کنند که داده‌های آن‌ها ذخیره نشده و بدون رضایت آن‌ها استفاده نمی‌شود.

## استانداردهای اخلاقی
جوامع و سازمان‌های حرفه‌ای مختلف ملی و بین‌المللی اسناد اخلاقی را برای ارائه رهنمودهای اساسی رفتاری به متخصصان و کاربران محاسبات تولید کرده‌اند که عبارتند از:
انجمن ماشین‌های محاسباتی
کد اخلاقی و رفتار حرفه ای ACM
انجمن رایانه ای استرالیا
کد اخلاقی ACS
کد رفتار حرفه ای ACS
انجمن رایانه ای انگلیس
قانون رفتار BCS
آیین‌نامه عمل صحیح (بازنشسته مه 2011)
مؤسسه اخلاق رایانه
ده دستور اخلاق رایانه
مؤسسه مهندسان برق و الکترونیک
آیین‌نامه اخلاقی IEEE
آیین‌نامه رفتار IEEE
لیگ مدیران سیستم حرفه ای
کد اخلاقی مدیران سیستم

## برای مطالعهٔ بیشتر
- Bynum, Terrell Ward (June 2000). "The foundation of computer ethics". ACM SIGCAS Computers and Society. 30 (2): 6–13. doi:10.1145/572230.572231. (نیازمند آبونمان)
- Floridi, Luciano (1999). "Information Ethics: On the Theoretical Foundations of Computer Ethics" (PDF). Ethics and Information Technology. 1 (1): 37–56. Archived from the original (PDF) on 9 November 2005.
- Floridi, Luciano; Sanders, J.W. (2002). "Computer Ethics: Mapping the Foundationalist Debate" (PDF). Ethics and Information Technology. 4 (1): 1–9. doi:10.1023/A:1015209807065. Archived from the original (PDF) on 2011-04-28. Retrieved 2011-04-18.
- Haag, Stephen; Cummings, Maeve; McCubbrey, Donald J. (2003). Management Information Systems: For the Information Age (4th ed.). New York: McGraw-Hill. ISBN 978-0-07-281947-2.
- Johnson, Deborah G. (2001). Computer Ethics (3rd ed.). Upper Saddle River, NJ: Prentice Hall. ISBN 978-0-13-083699-1.
- Martin, C. Dianne; Weltz, Elaine Yale (June 1999). "From awareness to action: integrating ethics and social responsibility into the computer science curriculum". ACM SIGCAS Computers and Society. 29 (2): 6–14. doi:10.1145/382018.382028. (نیازمند آبونمان)
- MacKinnon, Barbara (2011). Ethics: Theory and Contemporary Issues (7th ed.). Belmont, CA: Wadsworth. ISBN 978-0-538-45283-0.
- Quinn, Michael J. (2011). -9780132133876 Ethics for the Information Age (4th ed.). Boston, MA: Addison-Wesley. ISBN 978-0-13-213387-6. {{cite book}}: Check |url= value (help)
- Moor, James H. (1985). "What is Computer Ethics?".  In Bynum, Terrell Ward (ed.). Computers & Ethics. Metaphilosophy - Oxford. http://rccs.southernct.edu/what-is-computer-ethics/#what-is-computer-ethics: Blackwell. pp. 266–75. ISSN 0026-1068. Archived from the original on 2017-04-04. {{cite book}}: External link in |location= (help)
- Mowshowitz, Abbe (March 1981). "On approaches to the study of social issues in computing". Communications of the ACM. 24 (3): 146–155. doi:10.1145/358568.358592. (نیازمند آبونمان)
- Stamatellos, Giannis (2007). Computer Ethics: A Global Perspective. Jones and Bartlett. ISBN 978-0-7637-4084-9.
- Tavani, Herman T. (2004). Ethics & Technology: Ethical Issues in an Age of Information and Communication Technology. Hoboken, NJ: John Wiley and Sons. ISBN 978-0-471-24966-5.